# Judith Castillo
Judith Josefina Castillo Uribe (Caracas, Venezuela; 16 de junio de 1958) es una abogada, animadora de televisión, actriz, modelo, política y exreina de belleza venezolana. Ganó el concurso de Miss Venezuela 1976 en representación del estado Nueva Esparta, después de la renuncia de Elluz Peraza, quien representaba al estado Guárico. Fue la representante oficial de Venezuela en el certamen de Miss Universo 1976, donde obtuvo el título de primera finalista.

## Biografía

### Miss Venezuela y Miss Universo
Representó a Nueva Esparta en el certamen Miss Venezuela 1976, donde alcanzó la posición de primera finalista. Sin embargo, el 23 de mayo, Elluz Peraza quien ganó el concurso renunció después de 36 horas de reinado, y Judith Castillo, fue coronada como la nueva Miss Venezuela 1976. Después de esto «le pidieron que renunciara en favor de quien le seguía», y fue criticada por no contar con las cualidades necesarias, según sus propias confesiones.
Castillo representó a su país en el Miss Universo 1976, realizado en Hong Kong el 11 de julio de 1976, donde alcanzó la posición de primera finalista. A su retorno al país natal fue recibida en el Aeropuerto Internacional de Maiquetía Simón Bolívar, suceso que fue transmitido por Venevisión. Entregó la corona en 1977 y trabajó en la jefatura civil de la Parroquia El Valle, después obtuvo el título de abogada.

### Vida privada
Estudió dos semestres de Medicina en la Universidad Central de Venezuela, estudios que dejó por afectaciones a su salud. Sin embargo, retomó sus estudios en la Universidad Santa María donde se graduó como abogada. A finales de la década de 1980 obtuvo una especialización en derecho intelectual.
Se desempeñó como actriz y fue protagonista de las telenovelas La casa de los Abila, junto a Luis Abreu y Alejandra Pinedo y en Balumba emitida por Venevisión, además fue presentadora de programas como Viva la juventud, Fantástico, De Gala y condujo el programa Cita con., donde entrevistaba a diversas personalidades del espectáculo de los año 1980. Como abogada fue asesora legal de Radio Caracas Televisión (RCTV). Trabajó con las Empresas 1BC hasta 1997, donde creó el Departamento de Marca. Fundó una empresa de elaboración y distribución de delicateses. En 2000 se unió a la Fundación Funda Ángel y fue militante del partido Acción Democrática. Actualmente vive en Caracas.

## Matrimonio y descendencia
Se casó con Luis Fernando Maldonado con quien tuvo dos hijas (María Fernanda y María Alejandra) y posteriormente se divorció.